# GTワールドチャレンジ・アジア
GTワールドチャレンジ・アジア（GT World Challenge Asia、旧ブランパンGTシリーズアジアおよびブランパンGTワールドチャレンジアジア）は、SROモータースポーツグループがプロモーションし、チームアジアワンGTマネジメントが主催するGTカーレースシリーズである。

## 概要
ブランパンGTシリーズのアジア版として、2017年にブランパンGTシリーズアジアが発足した。アジアではすでにアジアンフェスティバルオブスピードの運営するGTアジアシリーズが展開していたが、ブランパンGTシリーズのブランドネームと豊富な賞金、欧州で培った運営ノウハウにより、たちまち大勢のエントラントを引き寄せた。2018年シリーズではチームの輸送費サポートとして25チームに総額40万ドル（4,400万円）を支払った。またシーズン賞金総額も30万ドルだった。
2021年、ル・マン24時間レースを運営するフランス西部自動車クラブ(ACO)と、SROモータースポーツ・グループは、2023年のアジアン・ル・マン・シリーズ開催に向け、ACO、SRO、そしてALMEM(アジアン・ル・マン・エンデュランス・マネージメント)が協力すると発表した。また、ACOとSROの新たな取り組みに加え、多くのスポーツカーチームが求めるル・マン24時間の招待枠が、GTワールドチャレンジ・ヨーロッパのチャンピオン、アジアン・ル・マン・シリーズとGTワールドチャレンジ・アジアを合算したチャンピオンに与えられることになった。
2022年、日本チーム／ドライバー向けの新しい“選手権の中の選手権”である「ジャパンカップ」を組み込むと発表した。日本国内全4戦のポイントで「ジャパンカップ」を競うことになる。ジャパンカップには、プロ-アマ、アマのペアで、GT2、GT3、GT4の各車両が参加可能。さらにGTC（ランボルギーニ・ウラカン・スーパートロフェオ／フェラーリ・488チャレンジ／ポルシェ・カレラカップカー）、GTX（BMW・M2 CSレーシング）が参加できる。
2023年、大中華圏から2名のドライバ―で構成されるチームに、「チャイナカップ」を設ける。

## レギュレーション
タイヤはピレリ。車両はグループGT3、またグループGT4も参戦可能。GT3とGT4は混走となる。
レースは1時間の時間制で、1イベント2レースが行われる。10分間続く必須のピットストップウィンドウの間に、ドライバーを交代する義務がある。
GT3 プロ-アマとシルバーカップでは二人一組の内、1名はアジア人でなけれなばならず、その判断基準となる国籍はパスポートのものが適用される。国際自動車連盟(FIA)が定めるドライバーグレードでは、シルバーカップはシルバーグレードドライバーのみ、プロ-アマではプラチナ又はゴールドドライバーと、シルバー又はブロンズドライバーの組み合わせが求められる。アマカップならびにGT4アジアのGT4アマは、全ドライバーがブロンズグレードであることが出場条件で、ふたりのドライバーはアジア、オーストラリア、ニュージーランドの生まれか居住者、あるいはアジア諸国のパスポートを保有していなければならない。

## 歴代チャンピオン

### ドライバー
| 年     | GT3総合                               | GT3シルバー                           | GT3 Pro-Am                                                        | GT3 Am-Am（2017） GT3 Am（2018–）                       | GT4総合                                 | GT4総合                                 | GT4総合                                 |
| ------ | ------------------------------------- | ------------------------------------- | ----------------------------------------------------------------- | ------------------------------------------------------- | --------------------------------------- | --------------------------------------- | --------------------------------------- |
| 2017年 | ハンター・アボット                    | マーチー・リー ショウン・トン         | ハンター・アボット                                                | ジェームズ・カイ ケネス・リム                           | ジャン＝マルク・マーリン フランク・ユー | ジャン＝マルク・マーリン フランク・ユー | ジャン＝マルク・マーリン フランク・ユー |
| 2018年 | マーティン・コドリッチ デニス・リンド | マーティン・コドリッチ デニス・リンド | 濱口弘 マルコ・マペッリ                                           | 白坂拓也 武田直人                                       | Reinhold Renger                         | Reinhold Renger                         | Reinhold Renger                         |
| 2019年 | チェ・ミョンギル                      | チェ・ミョンギル                      | ヴティコーン・イントラフヴァサック                                | アンドリュー・マクファーソン ウィリアム・ベン・ポーター | 砂子塾長                                | 砂子塾長                                | 砂子塾長                                |
| 2020年 | 開催無し                              | 開催無し                              | 開催無し                                                          | 開催無し                                                | 開催無し                                | 開催無し                                | 開催無し                                |
| 2021年 | 開催無し                              | 開催無し                              | 開催無し                                                          | 開催無し                                                | 開催無し                                | 開催無し                                | 開催無し                                |
|        | GT3総合                               | GT3シルバー                           | GT3 Pro-Am                                                        | GT3 Am                                                  | GT4総合                                 | GT4 Silver-Am                           | GT4 Am                                  |
| 2022年 | ケイ・コッツォリーノ 木村武史         | 横溝直輝                              | ニック・フォスター H.H.プリンス・アブドゥル・ラーマン・イブラヒム | アンドリュー・マクファーソン ウィリアム・ベン・ポーター | ブライアン・リー 安岡秀徒               | ブライアン・リー 安岡秀徒               | 大山正芳                                |
| 2023年 | アンソニー・シュウ・リウ              | Kang Ling Cao Qi                      | アンソニー・シュウ・リウ                                          | Ye Bian Hu Yuqi                                         | 加納政樹 織戸学                         | 加納政樹 織戸学                         | 小林翔 大塚直彦                         |
|        | GT3 総合                              | GT3 シルバー                          | GT3 Pro-Am                                                        | GT3 Silver-Am                                           | GT3 Silver-Am                           | GT3 Am                                  | GT3 Am                                  |
| 2024年 | Yuan Bo Leo Ye Hongli                 | Franky Cheng Congfu Adderly Fong      | Anthony Liu Xu Alessio Picariello                                 | Yuan Bo Leo Ye Hongl                                    | Yuan Bo Leo Ye Hongl                    | David Tjiptobiantoro                    | David Tjiptobiantoro                    |

### ジャパンカップ
| 年     | GT3総合                       | GT3 Pro-Am                    | GT3 Am            | GT4総合             | GT4 Silver-Am       | GT4 Am          |
| ------ | ----------------------------- | ----------------------------- | ----------------- | ------------------- | ------------------- | --------------- |
| 2022年 | ケイ・コッツォリーノ 木村武史 | ケイ・コッツォリーノ 木村武史 | 植松忠雄 内田優大 | 羽田野宏明 細川慎弥 | 羽田野宏明 細川慎弥 | 大山正芳        |
| 2023年 | 永井宏明 上村優太             | 永井宏明 上村優太             | 辻子依旦 山崎祐介 | 加納政樹 織戸学     | 加納政樹 織戸学     | 大塚直彦 小林翔 |
| 2024年 | 山脇大輔 高木真一             | 山脇大輔 高木真一             | 植松忠雄          | 末廣武士            | 末廣武士            | 星野辰也 浜健二 |

### チーム
| 年     | GT3                        | GT4                            |
| ------ | -------------------------- | ------------------------------ |
| 2017年 | GruppeMレーシングチーム    | クラフト-バンブーレーシング    |
| 2018年 | FFFレーシングチーム by ACM | BMW・チームスタディ            |
| 2019年 | アブソリュートレーシング   | チームiRace.Win                |
| 2020年 | 開催無し                   | 開催無し                       |
| 2021年 | 開催無し                   | 開催無し                       |
| 2022年 | トリプルエイトJMR          | GTOレーシングチーム            |
| 2023年 | R&Bレーシング              | YZレーシング・ウィズ・スタディ |
|        | GT3                        |                                |
| 2024年 | Origine Motorsport         | Origine Motorsport             |